# Благовєщенський (Калачиївський район)
Благовєщенський (рос. Благовещенский) — хутір Калачиївського району Воронізької області. Входить до складу Манінського сільського поселення.
Населення становить 39 осіб за переписом 2010 року, (18 чоловічої статі та 21 — жіночої), 84 особи 2005 року.

## Географія
Село розташоване на сході району, неподалік адміністративного кордону з Волгоградської областю.

## Історія
За даними 1859 року на власницькому хуторі Благовєщенськ (Благовєщенський, Іванівка) Богучарського повіту Воронізької губернії мешкало 334 особи (165 чоловічої статі та 169 — жіночої), налічувалось 52 дворових господарства.
За даними 1900 року на власницькому хуторі Благовєщенськ Якова Бойченка й Матвія Злобіна Манінської волості мешкало 409 осіб (208 чоловічої статі та 201 — жіночої) переважно українського населення, налічувалось 51 дворове господарство.